# Споживчий кошик
Спожи́вчий ко́шик — набір товарів, що характеризує типовий рівень і структуру місячного (річного) споживання людини або сім'ї.
 Продовольчий кошик — набір їжі (тільки їжі), що характеризує типовий рівень і структуру місячного (річного) споживання людиною або сім'єю.

## Соціальне призначення
Використовується для розрахунку мінімального споживчого бюджету (прожиткового мінімуму), виходячи із вартості споживчого кошика в актуальних цінах. Застосовується як база для порівняння розрахункових і реальних рівнів споживання.
На основі даних по споживчому кошику та споживчому бюджеті розраховуються такі показники, як мінімальна зарплата і мінімальні пенсії.
Поняття споживчого кошика існує у багатьох країнах світу. Проте ці «кошики» мають певні національні особливості: споживчий кошик американця нараховує 300 продуктів і послуг, француза — 250, англійця — 350, німця — 475. Український споживчий кошик був розширений[коли?] до 297 найменувань продуктів[джерело?].

## В різних країнах
Наприклад, у споживчому кошику британця передбачені витрати на підключення до інтернету, покупку мр-3-плеєра та гітару, а також послуги садівника. Навіть найменш забезпечені німці мають право на цифровий фотоапарат та відеокамеру, сканер та принтер, а також тонометр. Французи закладають у споживчий кошик послуги перукаря, косметичні засоби та харчі для котів та собак. «Стурбовані» здоровим способом життя американці мають у кошику тютюнові та горілчані напої, а також витрати на мобільний та комп'ютерний зв'язок.
Крім того, експерти вважають, що найраціональнішою є така структура споживання, коли на харчі витрачається до третини доходів, непродовольчі товари (одяг, меблі) — 47 %, і решта — на послуги.

## В Україні
В українському ж споживчому кошику левова частка доходів (понад 65 %) витрачається на харчі, а деякі непродовольчі товари та послуги не згадуються взагалі. Наприклад, вважається, що пенсіонерам не потрібні ані плавки, ані купальники, школярі можуть обійтися двома підручниками на рік, а студенти взагалі мають обходитися без підручників. Платна медицина та платна вища освіта взагалі не згадуються, бо, згідно із Конституцією, вони в Україні мають надаватися безкоштовно.

## Судові спори щодо незаконності "споживчого кошика" в Україні
1. Постановою Окружного адміністративного суду міста Києва від 17.09.2015 у справі 826/6362/15 за позовом керівника неурядового Проєкту "Відкритий Суд" Батрина Станіслава Віталійовича до Кабінету Міністрів України вирішено:
- визнати протиправними дії Кабінету Міністрів України із встановлення розміру прожиткового мінімуму в Україні на 2015 рік без проведення і врахування результатів науково - громадської експертизи сформованих набору продуктів харчування, набору непродовольчих товарів і набору послуг для встановлення прожиткового мінімуму;
- визнати протиправними дії Кабінету Міністрів України із встановлення розміру прожиткового мінімуму в Україні на 2015 рік без проведення і врахування результатів перегляду вмісту наборів непродовольчих товарів, продуктів харчування та послуг для основних соціально-демографічних груп населення;
- визнати протиправною бездіяльність Кабінету Міністрів України в частині не вжиття заходів для встановлення прожиткового мінімуму в Україні на 2015 рік в порядку та на підставі положень Закону України «Про прожитковий мінімум»;
- зобов'язати Кабінет Міністрів України вжити передбачені законодавством заходи та реалізувати наявну компетенцію з метою: 1) провести науково - громадську експертизу набору продуктів харчування, набору непродовольчих товарів і набору послуг для встановлення прожиткового мінімуму в Україні; 2) провести перегляд вмісту наборів непродовольчих товарів, продуктів харчування та послуг для основних соціально-демографічних груп населення;
- зобов'язати Кабінет Міністрів України встановити розмір прожиткового мінімуму в Україні на 2015 рік в порядку та на підставі положень Закону України «Про прожитковий мінімум».

Зазначене судове рішення було залишене без змін постановою Київського апеляційного адміністративного суду від 17.09.2015, а на підставі виконавчого листа за даним рішенням, - 09.12.2015 головним державним виконавцем відділу примусового виконання рішень Департаменту державної виконавчої служби Мін’юсту Біловолом В.О. відкрито виконавче провадження ВП № 49613423 та встановлено уряду строк на виконання рішення суду: до 15.12.2015 року включно. Уряд не виконав дане рішення суду
2. Постановою Київського апеляційного адміністративного суду від 11.09.2018 року у справі № 826/5661/16 за позовом Батрина Станіслава Віталійовича до Кабінету Міністрів України про визнання протиправними дій Кабінету Міністрів України визнано протиправними дії уряду із встановлення розміру прожиткового мінімуму в Україні на 2016 рік без проведення і врахування результатів науково-громадської експертизи сформованих набору продуктів харчування, набору продовольчих продуктів і набору послуг для встановлення прожиткового мінімуму всупереч вимогам ст. 4 Закону України «Про прожитковий мінімум». При цьому, важливо підкреслити, що у своєму рішенні суд апеляційної інстанції встановив:
- «Колегія суддів зазначає, що набори продуктів харчування, набори непродовольчих товарів та набори послуг для основних соціальних і демографічних груп населення, затверджених постановою Кабінету Міністрів України від 14 квітня 2000 року № 656, втратили свою актуальність у 2005 році, оскільки ст. 3 Закону України «Про прожитковий мінімум» передбачала їх визначення не рідше одного разу на п'ять років»;
- «Колегія суддів доходить висновку, що при встановленні відповідачем прожиткового мінімуму на 2016 рік та в подальшому при його затвердженні Верховною Радою України у Законі України «Про Державний бюджет України на 2016 рік», Кабінетом Міністрів України не було проведено та враховано науково-громадську експертизу сформованих набору продуктів харчування, набору непродовольчих товарів і набору послуг, всупереч ст. 4 Закону України «Про прожитковий мінімум»[3].

3. Рішенням Окружного адміністративного суду міста Києва від 25.04.2018, постановою Київського апеляційного адміністративного суду від 10.07.2018, постановою Верховного Суду у справі № 826/3639/17 за позовом Батрина Станіслава Віталійовича до Кабінету Міністрів України, визнано незаконною та нечинною постанову Кабінету Міністрів України № 780 від 11.10.2016 «Про затвердження наборів продуктів харчування, наборів непродовольчих товарів та наборів послуг для основних соціальних і демографічних груп населення», на основі якої урядом розраховувався та встановлювався прожитковий мінімум.